# Art Brut

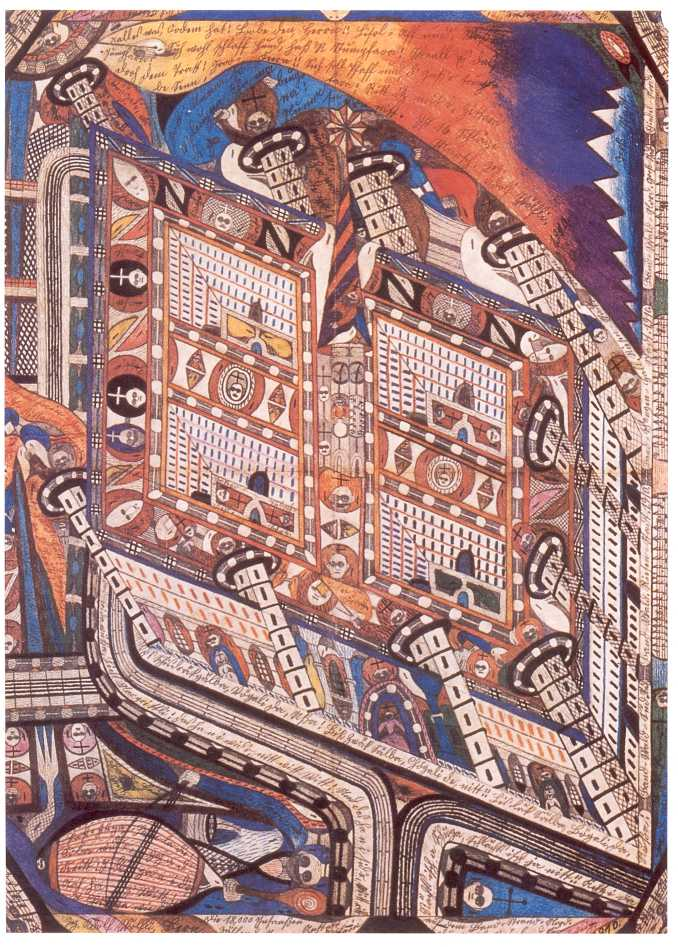
Adolf Wölfli, 1910

El terme anglès outsider art (art marginal) va ser encunyat pel crític d'art Roger Cardinal el 1972, traslladant a l'anglès el concepte d'art brut concebut per l'artista francès Jean Dubuffet per a descriure l'art creat fora dels límits de la cultura oficial; l'interès de Dubuffet es dirigia especialment cap a les manifestacions artístiques portades a terme per pacients d'hospitals psiquiàtrics, però no només.
Mentre que el terme de Dubuffet és bastant específic, el terme outsider art es feia extensiu als artistes autodidactes o naïfs, encara que mai hagueren estat internats en una institució psiquiàtrica, a més que l'art brut no té res a veure amb l'art naïf, ja que les obres naïfs estan creades per persones senzilles molt respectuoses amb l'art cultural i totalment influenciades per l'art clàssic.
L'artista marginal és, per tant, aquell que desenvolupa la seva tasca creativa sense contacte amb les institucions artístiques establertes, responent a una forta motivació intrínseca i fent ús freqüentment de materials i tècniques inèdits.
Una gran part de l'art marginal reflecteix estats mentals extrems, idiosincràsies particulars o elaborats mons de fantasia.
Des de l'any 2000, el Premi Europeu EUWARD, que guardona artistes mentalment discapacitats, proveeix aquest tipus d'art amb un fòrum internacional.
L'art brut és un terme encunyat el 1945 per Jean Dubuffet per referir-se a l'art creat per gents alienes al món artístic sense una formació acadèmica. Dubuffet començà a reunir una col·lecció d'aquesta classe d'obres i a divulgar-les per mitjà d'exposicions i de publicacions després de la Segona Guerra mundial per a llevar-li a les obres el rètol d'art de malalts mentals.
Dubuffet afirmava que tots duem un potencial creatiu que les normes socials actuals anul·len. Açò s'observa en les creacions de persones que es mantenen al marge de la societat, tals com: interns d'hospitals psiquiàtrics, autodidactes, solitaris, inadaptats o ancians. Des del 1945, Dubuffet arreplega aquestes obres, i funda el 1948 la Compagnie d'Art Brut al costat d'André Breton, Michel Tapié i d'altres. La col·lecció formada arriba a les 5.000 obres, que s'exposen per primera vegada el 1967 en el Musée des Arts Decoratifs de París, i s'instal·len definitivament el 1976 en el Château de Beaulieu de Lausana. La col·lecció està formada en la seua majoria per obres de malalts psiquiàtrics, generalment esquizofrènics; malgrat això, Dubuffet va rebutjar sempre la idea d'"art psiquiàtric" afirmant que "no existeix un art dels bojos". L'art brut constitueix un aspecte fonamental del primitivisme assumit (encara que es tracta d'una expressió molt revaluada en l'actualitat) al llarg de tot el segle XX per certs artistes que romanen al marge de la modernitat.
La majoria dels personatges associats a aquest tipus d'art són gent que tenen la necessitat de crear, moltes vegades compulsivament, però no els interessa exposar les seves obres, ni vendre-les. Simplement, creen sense parar, ja sigui pintant, brodant o creant escultures, perquè els surt de dins i, molt sovint, no poden parar.
L'anomenat paisatgisme visionari és una manifestació molt característica de l'Art Brut.
El 2021 l’artista Oriol Malet i l'expert i galerista Christian Berst publiquen la novel·la gràfica Un monde d'Art Brut (original en francès; Un món d'Art Brut en català), on es fa un viatge per la història i per alguns personatges de l'Art Brut, com Henry Darger, Carlo Zinelli, Madge Gill, Adolf Wölfli, Jean Perdrizet, i Mary Tillman Smith, a través de les veus de Hans Prinzhorn, Jean Debuffet i Harald Szeeman.

## Artistes marginals famosos o reconeguts

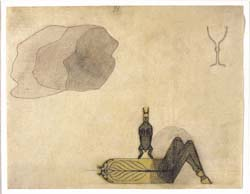
Weltachse mit Haase, d'August Natterer, 1919

- Ferdinand Cheval (1836-1924)
- Adolf Wölfli (1864-1930)
- Jeanne Tripier (1869–1944)
- Josefa Tolrà (1880-1959)
- Madge Gill (1882-1961)
- Auguste Forestier (1887-1958)
- Henry Darger (1892-1973)
- Martín Ramírez (1895-1963)
- Achilles Rizzoli (1896-1981)
- Mary Tillman Smith (1904-1995)
- Jean Perdrizet (1907-1975)
- Carlo Zinelli (1916-1974)
- Neus Sala (1920-2012)
- Alexandre Lobanov (1924-2003)
- Nek Chand (1924-2015)
- Justo Gallego (1925-2021)
- Josep Pujiula i Vila (1937-2016)
- Paul Salvador Oroverde (n. 1960)

## Pintors d'Art Brut
- Adolf Wölfli (1864-1930)
- Joseph Crépin (1875-1948)
- Augustin Lesage (1876-1954)
- Aloïse Corbaz (1886-1964)
- Jean Dubuffet (1901-1985)
- Robert Tatin (1902-1983)
- Gaston Chaissac (1910-1964)
- Ossorio (1916-1990)
- Tarcisio Merati (1934-1995)
- René Chomeaux, dit Chomo (n. 1924)
- Paul Salvador Oroverde (n. 1960)